# Clarence Servold
Clarence Lloyd Servold (* 28. März 1927 in Camrose, Alberta; † 2. Februar 2019 ebenda) war ein kanadischer Skisportler, der im Skilanglauf und in der Nordischen Kombination aktiv war.
Servold, der für Camrose Ski Club startete, wurde im Jahr 1948 kanadischer Juniorenmeister in der Nordischen Kombination und im Jahr 1955 kanadischer Meister über 15 km, 30 km sowie in der Nordischen Kombination. Bei den Nordischen Skiweltmeisterschaften 1954 in Falun belegte er den 52. Platz über 15 km sowie den 45. Rang über 30 km und bei den Nordischen Skiweltmeisterschaften 1962 in Zakopane den 65. Platz über 15 km sowie den 52. Rang über 30 km. Bei Olympischen Winterspielen kam er im Jahr 1956 in Cortina d’Ampezzo auf den 37. Platz über 30 km, auf den 22. Rang über 50 km sowie auf den 19. Platz über 15 km und im Jahr 1960 in Squaw Valley auf den 36. Platz über 30 km sowie auf den 35. Rang über 15 km. Zudem errang er dort den 28. Platz in der Nordischen Kombination. Nach seiner Karriere war er in der Sportverwaltung und als Trainer tätig. Zudem machte einen Abschluss in Bauingenieurwesen an der University of Denver und wurde im Jahr 1984 in die Canadian Ski Hall of Fame aufgenommen. Sein Bruder Irvin Servold nahm ebenfalls als nordischer Skisportler an den Olympischen Winterspielen 1956 und 1960 teil.